# Clytus kumalariensis
Clytus kumalariensis là một loài bọ cánh cứng trong họ Cerambycidae.